# 密花树属
密花树属（学名：Rapanea）是紫金牛科下的一个属，为乔木或灌木植物。该属共有约200种，分布于热带和亚热带地区。
属名Rapanea源于赤道美洲地方语言rapanea，一种植物名。